# Barbora Strýcová
Barbora Strýcová (Plzeň, 28 marzo 1986) è un'ex tennista ceca.
Ottima doppista, in questa specialità ha vinto 32 tornei WTA, raggiungendo la posizione numero 1 il 15 luglio 2019, anno in cui si è aggiudicata il torneo di Wimbledon in coppia con Hsieh Su-wei, titolo che bisseranno nel 2023.
Il suo miglior piazzamento in singolare nel ranking WTA è stato invece il numero 16, ottenuto il 16 gennaio 2017.
Con la Repubblica Ceca si è inoltre aggiudicata per ben sei volte la Fed Cup (2011, 2012, 2014, 2015, 2016, 2018).
Dopo un primo ritiro dal tennis professionistico nel 2021, rientra brevemente a giocare, in occasione del torneo di Madrid, nel 2023, prima abbandonare definitivamente il tennis nel settembre dello stesso anno.

## Biografia
Ha iniziato a giocare a 5 anni; le faceva da allenatore Tomas Krupa (in passato è stata seguita dall'ex marito). Le superfici che prediligeva erano la terra e l'erba. I suoi genitori si chiamano Jindrich e Ilona. Barbora ha una sorellastra, Ivona, che vive negli Stati Uniti.
È stata nota per anni come Barbora Záhlavová-Strýcová in seguito al matrimonio con Jakub Záhlava (cugino di un'altra tennista, Sandra Záhlavová); a seguito del divorzio (2015) è tornata al suo nome originale.

## Carriera

### Junior
Ha conseguito ottimi risultati a livello junior. Infatti, in tale categoria ha vinto per due volte l'Australian Open ed è stata numero uno delle classifica di singolare e di doppio.

### 2003-2014: ingresso nella WTA, crisi e ripresa. Primo titolo WTA in singolare e cinque titoli nel doppio.
Nel 2003 diviene professionista e grazie ad alcuni buoni risultati nel circuito ITF riesce ad entrare al numero 300 della classifica WTA. Nello stesso anno fa il suo debutto in un torneo dello Slam partecipando al Torneo di Wimbledon. Chiude l'anno al nr. 161 del ranking WTA.
Il 2004 è iniziato bene per la tennista ceca, grazie alla partecipazione all'Australian Open e al torneo di Indian Wells. In seguito partecipa al Roland Garros, ma dopo la metà della stagione vive un periodo di crisi. Tuttavia, chiude bene l'anno centrando una semifinale in un torneo WTA, a Canton. Termina la stagione al numero 56 della classifica WTA.

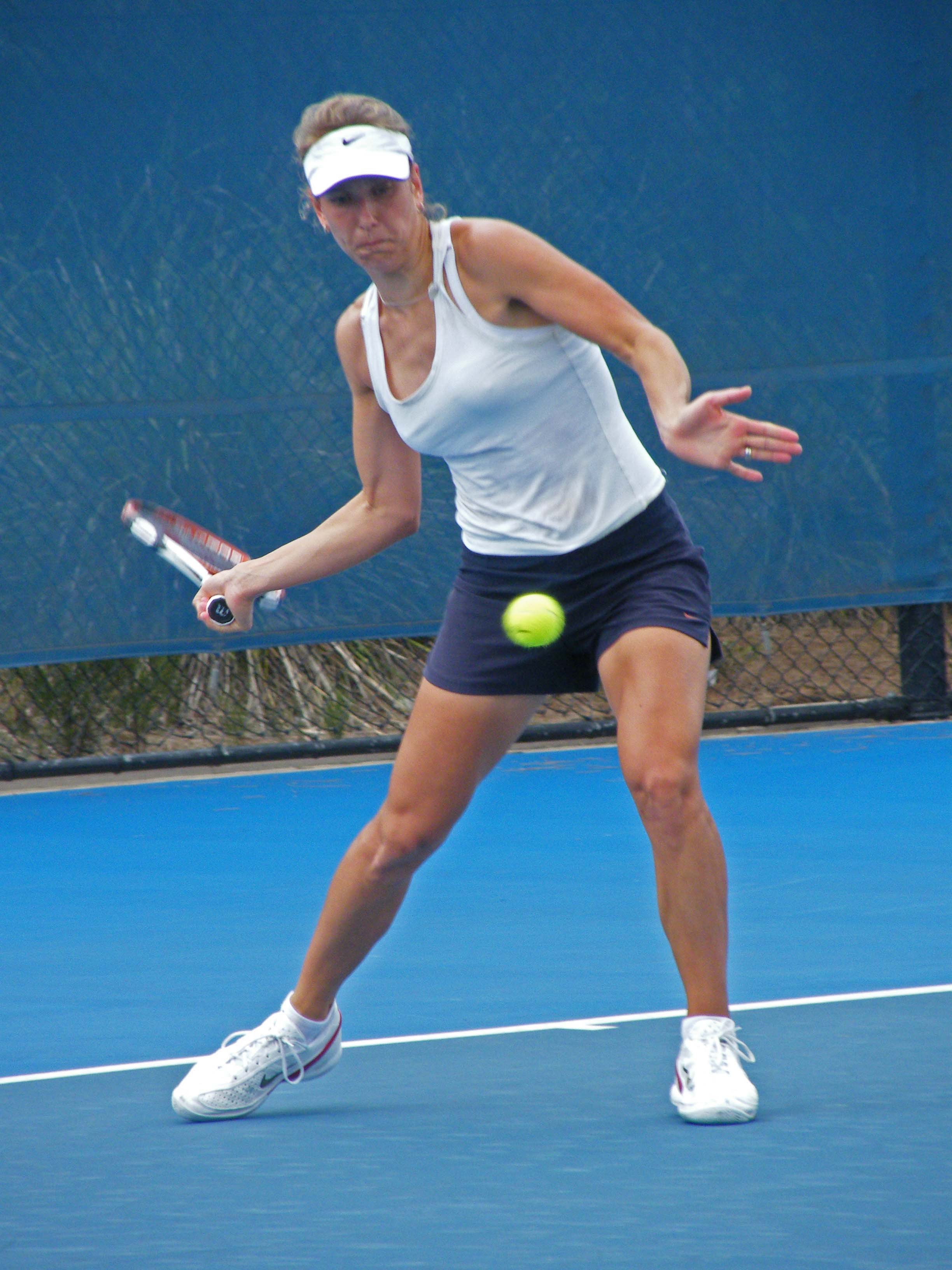
Strýcová nel 2010

Il 2005 non è il suo anno migliore per . Infatti non ottiene risultati di rilievo ed esce dalle prime 100 in classifica. Si riscatta parzialmente nel doppio in cui riesce a disputare quattro finali e a vincerne due.
Gli anni 2006-2007 segnano il perdurare della crisi dell'atleta. Rimane fuori dalle top 200 e non ottiene risultati significativi nemmeno nei tornei ITF.
Il 2008 è l'anno della riscossa. Vince tre tornei ITF (Walton Beach, Redding, Stettino) ottiene buoni risultati in alcuni tornei WTA e riesce a qualificarsi per il Torneo di Wimbledon.
All'inizio del 2009 partecipa nuovamente all'Australian Open e fornisce buone prove nei tornei di Acapulco e Monterrey. Successivamente partecipa anche al Torneo di Wimbledon e raggiunge i quarti di finale al torneo di Bad Gastein. Ad agosto partecipa all'US Open.
Il 2010 inizia bene per la tennista. Infatti, tra febbraio e marzo si impone nei tornei di doppio di Parigi, Acapulco e Monterrey.
Il 18 luglio 2010, disputa la sua prima finale di singolare in carriera in un torneo WTA, a Praga, perdendo in tre set dall'ungherese Ágnes Szávay.
Il 18 settembre 2011 vince il suo primo titolo WTA della carriera al torneo di Québec battendo in finale Marina Eraković con il punteggio di 4–6, 6–1, 6–0. Inoltre, in tutto il 2011 vince ben 5 titoli di doppio nei tornei di Sidney, Monterrey, Barcellona, 's-Hertogenbosch e Lussemburgo.
Il 15 luglio 2012 perde la finale del torneo di Palermo contro Sara Errani.
Nel 2014 perde in finale al torneo in erba di Birmingham contro Ana Ivanović. A Wimbledon elimina in sequenza Vesnina, Li Na  e Wozniacki raggiungendo i quarti di finale dove perde contro la connazionale Kvitová, futura vincitrice del torneo. È il suo miglior risultato in un torneo dello Slam.

### 2015: continuità di risultati e top 20 singolare

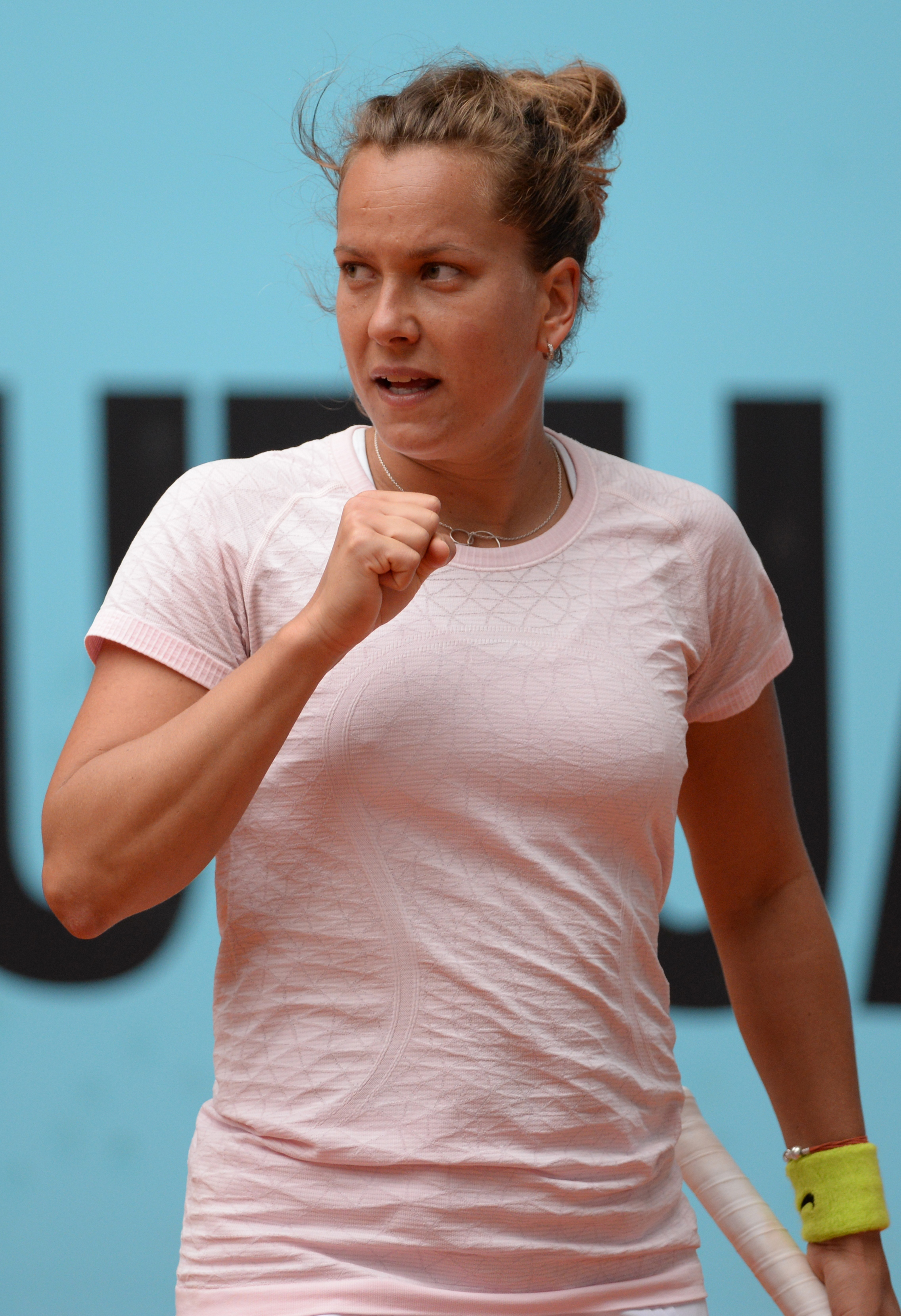
Strýcová nel 2015

Inizia la stagione al torneo di Auckland. Da quarta testa di serie elimina Scheepers, Eraković e Vandeweghe, prima di cedere in tre set a Wozniacki. A Sydney si ferma ai quarti, battuta dalla futura trionfatrice Cvetana Pironkova. Nel primo slam dell'anno sconfigge al primo turno Tímea Babos, Kai-Chen Chang al secondo, mentre ai sedicesimi la sua avventura si interrompe per mano di Viktoryja Azaranka. Ai Diamond Games di Anversa arriva in semifinale senza perdere nemmeno un set, ma viene estromessa dalla futura vincitrice Andrea Petković. A Dubai e a Doha perde al secondo turno, battuta rispettivamente da Karolína Plíšková e da Venus Williams. Nonostante la prematura uscita nel torneo del Qatar, i suoi recenti continui risultati le consentono di arrivare al suo best-ranking il 2 marzo, alla posizione n. 20 della classifica mondiale.
Esce all'esordio nei due tornei del "Sunshine Double". Non va meglio sul rosso indoor di Stoccarda. A Praga si riprende raggiungendo i quarti, battendo anche Elena Vesnina, prima di venir eliminata da Kateřina Siniaková. A Madrid raggiunge il terzo turno. Delude sul finire della stagione sul rosso al Roland Garros, uscendo di nuovo al primo turno.
Sull'erba di Birmingham centra il terzo turno, prima di scontrarsi con Mladenovic.  Nello Slam di Wimbledon viene sconfitta al primo turno da Stephens. Non avendo riconfermato il risultato dell'anno precedente (quarti di finale), scende alla 41ª posizione del ranking. Prende parte al torneo di Båstad, dove viene battuta ai quarti dalla futura campionessa del torneo Johanna Larsson. Lo swing americano si rivela un flop: perde al secondo turno a Toronto e Cincinnati e addirittura al primo a New Haven. Si riprende agli US Open, dove elimina la Bacsinszky e lotta contro la Wang, prima di essere superata nel turno successivo da Sabine Lisicki. Nella parentesi asiatica raggiunge il terzo turno a Wuhan come miglior risultato. A fine anno giunge ai quarti al Luxembourg Open (perdendo da Alison Van Uytvanck).

### 2016: Bronzo olimpico in doppio e due finali Premier in singolare
All'Australian Open riesce a raggiungere gli ottavi di finale dove cede a Viktoryja Azaranka in due parziali.
Partecipa al Premier di Dubai; batte fra le altre Görges e Garcia nel suo percorso verso la finale, la sesta della sua carriera, dove incontra Errani che la sconfigge dominando l'incontro. Fa un'ottima impressione ad Indian Wells, dove coglie gli ottavi di finale contro Simona Halep ma è costretta al ritiro sul punteggio 3–6, 0–1.
Viene convocata dalla Repubblica Ceca per disputare i due singolari contro la Svizzera nella semifinale della Fed Cup. Vince il match contro Timea Bacsinszky, ma perde quello contro Golubic. Alla fine la Repubblica Ceca approderà in finale, opposta alla Francia.
Partecipa agli Internazionali BNL d'Italia la sua avventura si arresta ai quarti, dove viene sconfitta dalla futura finalista Madison Keys. Non va meglio al Roland Garros dove esce di scena al terzo turno per mano della testa di serie nº 2 Agnieszka Radwańska.

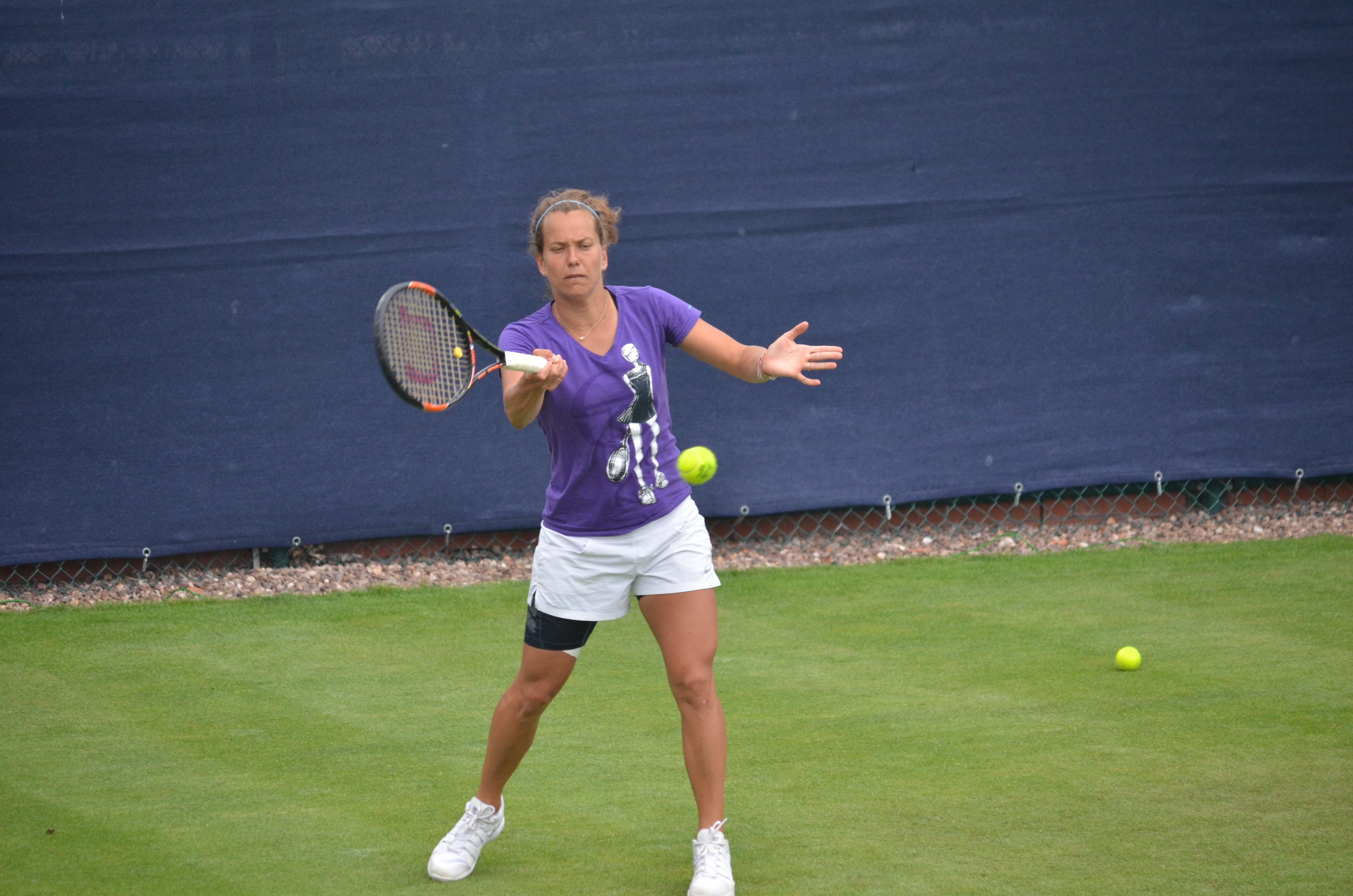
Strýcová in allenamento nel 2016

Durante la stagione sull'erba, s'iscrive al torneo di Birmingham superando al primo turno Karolína Plíšková. In semifinale, si impone su Coco Vandeweghe, accedendo alla seconda finale dell'anno. Anche in questo caso, la ceca si arrende in due set facili contro Keys. Si sposta quindi a Wimbledon, dove supera Kontaveit e Rodina prima di essere fermata da Makarova in due set. Grazie a questi buoni risultati arriva alla posizione nº 22.
Gioca al Western & Southern Open, dove ha la meglio su Bouchard e Stosur prima di venir estromessa da Kerber. Dopo un'uscita immediata allo US Open,  a Wuhan, riesce a giungere fino ai quarti contro Dominika Cibulková, numero 12 del mondo. Si qualifica così al WTA Elite Trophy di Zhuhai, nel gruppo "Peonia" con Roberta Vinci e con Petra Kvitová. Perde contro la connazionale e nonostante vinca contro l'italiana non si qualifica per la semifinale, essendo arrivata solo seconda nel suo girone.
Doppio
In doppio, la ceca ottiene una finale ad Auckland in coppia con Danka Kovinić che perdono dalle belghe Mertens/Mestach. Con Karolína Plíšková vince il titolo di Birmingham, sconfiggendo in finale King/Kudrjavceva, col punteggio di 6–3, 7–6(1). A Rio, assieme a Lucie Šafářová, sconfigge prima le sorelle Williams e dopo la coppia canadese Bouchard/Dabrowski. Ai quarti, estromettono le italiana Errani/Vinci in tre set, accedendo alla semifinale che perdono dalle russe Makarova/Vesnina in due set. Le ceche devono ripiegare sulla finale per il bronzo che conquistano battendo Hradecká/Hlaváčková per 7–5, 6–1. La coppia Šafářová/Strýcová è la seconda coppia ceca a vincere una medaglia nel doppio femminile olimpico, dopo l'argento di Novotná/Suková a Seoul 1988.
Dopo l'ottima prova olimpica, la ceca gioca il Western & Southern Open con Sania Mirza. Le due trionfano superando Hingis/Vandeweghe per 7–5, 6–4. Grazie ai recenti successi, entra tra le prime 20 del mondo. Sempre con la partner indiana, gioca un grande finale di stagione: arrivano i quarti a New York (dove cedono a Garcia/Mladenovic), la finale a Wuhan (battute da Mattek-Sands/Šafářová) e il titolo di Tokyo (sconfiggendo nell'ultimo atto Liang/Yang per 6–1, 6–1).
A novembre, viene chiamata per la finale di Fed Cup contro la Francia. La sua presenza si rivela fondamentale, in quanto vince il suo singolare contro Cornet portando la Repubblica Ceca in parità e poi vince assieme a Karolína Plíšková il doppio decisivo contro il duo Garcia/Mladenovic. Barbora conquista così la sua 5ª Fed Cup con la nazionale ceca, la terza consecutiva.
Chiude l'anno in posizione nº17 in doppio e nº20 in singolare. Assieme a Karolína Plíšková e a Vesnina, è l'unica a concludere in top 20 in entrambe le specialità.

### 2017: 2º titolo WTA in singolare e best ranking; top 10 in doppio
Comincia la stagione ad Auckland, dove raggiunge i quarti battendo Štefková e Šafářová. Dopodiché, disputa l'Apia International Sydney: al primo turno elimina Ekaterina Makarova e al secondo Vinci. Ai quarti estromette Wozniacki, per giocare la semifinale contro Agnieszka Radwańska. Grazie a questo risultato, raggiunge il suo best ranking al nº 16 del mondo. Chiude la tournée australiana giocando l'Australian Open gli ottavi contro la futura campionessa Serena Williams. Viene poi chiamata dalla Repubblica Ceca per disputare il match di Fed Cup contro la Spagna. Perde contro Muguruza, ma regala il punto decisivo alla sua nazionale con la vittoria su Lara Arruabarrena. Ad Indian Wells viene superata al terzo turno da Anastasija Pavljučenkova. A Miami, invece si spinge fino al quarto turno ceduto a Karolina Plíšková in due netti parziali. Ad aprile partecipa al nuovo torneo di Biel, dove sconfigge Marie Bouzková e Carina Witthoeft e approfittando del ritiro di Goerges nel terzo set, arriva alla semifinale contro Vondroušová. 

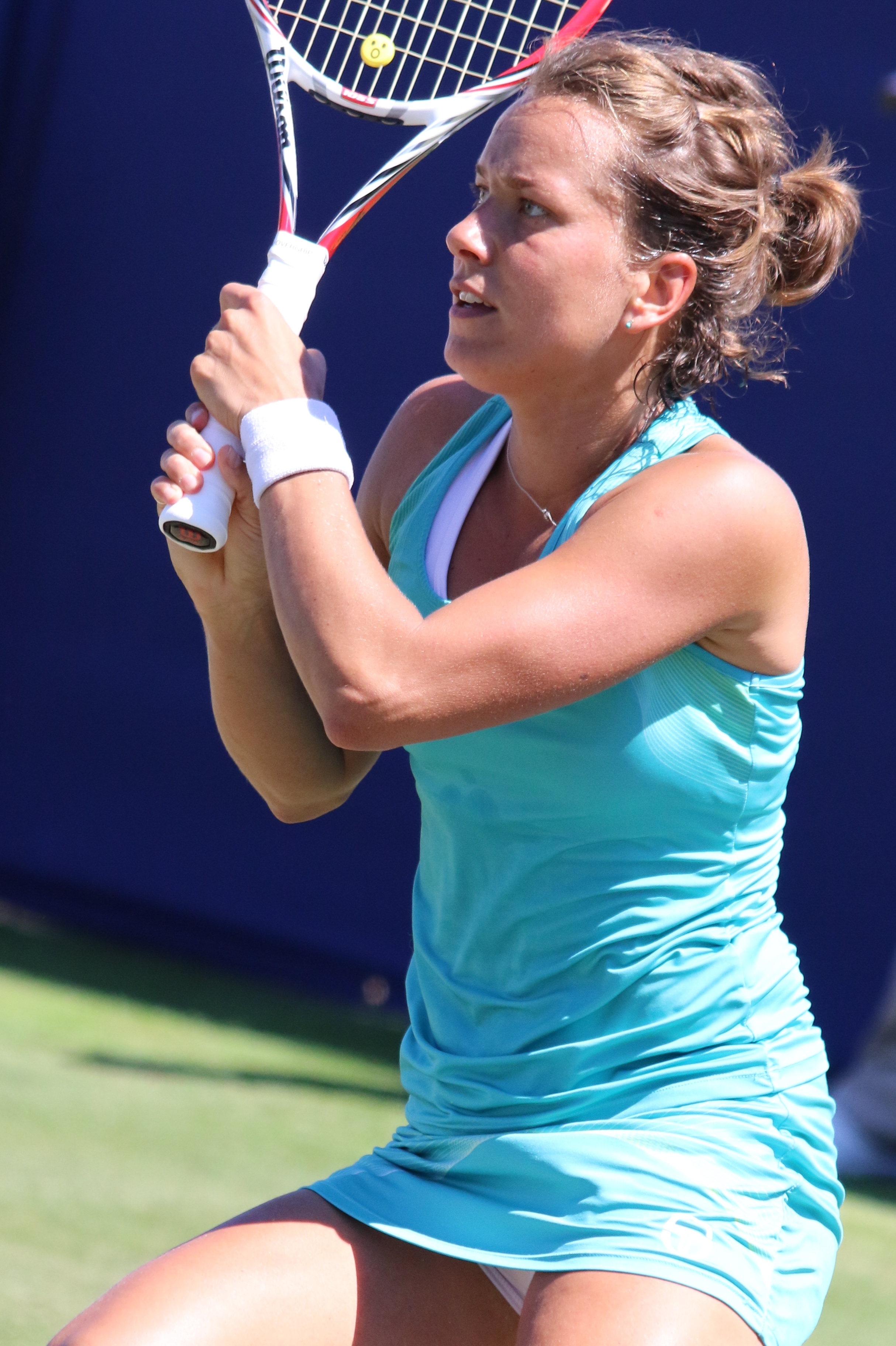
Strýcová nel 2017

La stagione su terra è piuttosto opaca, con l'unica menzione del torneo di Praga dove batte di nuovo Goerges, ha la meglio su Siniakova, ma si fa sorprendere in semifinale dalla tedesca Mona Barthel. Sull'erba di Eastbourne fa subito delle vittime eccellenti come Eugenie Bouchard  e Muguruza nel turno successivo a cui lascia solo un gioco. Supera in controllo l'americana Lauren Davis, per essere fermata ai quarti di finale da Heather Watson in tre set. Chiude la breve parentesi sul verde a Wimbledon uscendo al secondo turno contro Naomi Ōsaka.
Gioca lo swing americano partecipando alla Rogers Cup: vince facile sulla francese Kiki Mladenovic, prevalendo anche su Gavrilova, ma al terzo turno viene annichilita da Halep che le concede appena un gioco. Male nel resto dei tornei americani dove rimedia complessivamente quattro incontri su tre tornei. Nella tournée asiatica, raggiunge i quarti a Tokyo (estromessa da Pavlyuchenkova), e al Mandatory di Pechino (eliminata da Kvitová).
La ceca si presenta per l'ultimo impegno dell'anno a Linz. Superate senza troppe difficoltà Madison Brengle e Jana Fett, domina i quarti contro Tatjana Maria, poi vince in controllo sulla qualificata rumena Mihaela Buzărnescu. Strycova accede così all'ottava finale WTA della carriera, dove s'impone su Magdaléna Rybáriková per 6–4, 6–1,conquistando il secondo titolo WTA a distanza di 6 anni dal primo in Québec. Conclude la stagione al WTA Elite Trophy di Zhuhai, dove è inserita nel gruppo "Camelia": approfitta del ritiro di Stephens nel primo incontro ma perde quello decisivo con Sevastova, non qualificandosi per le semifinali.
Doppio
In doppio, visti i buoni risultati raccolti nel finale del 2016, decide di continuare la partnership con Sania Mirza. La coppia parte bene, guadagnandosi la finale ad Auckland, dove cadono per mano della coppia Babos/Pavljučenkova. All'Australian Open, dove sono teste di serie nº4, disattendono le aspettative: dopo due agevoli vittorie su Rae/Smith e su Stosur/Zhang, si fanno sorprendere dal duo nipponico Hozumi/Katō. A Doha e Dubai raggiungono le semifinali. A Miami arriva la prima finale in un Mandatory della coppia; nella circostanza, cedono a Xu/Dabrowski. Dopo questo risultato, decidono di separarsi; Strycova cambia diverse partner nel corso della stagione, ma i risultati migliori li trova con Lucie Šafářová: le due centrano la semifinale a Toronto, a Cincinnati e allo US Open.
Termina l'anno al numero 23 del mondo in singolare e al numero 15 del mondo in doppio (nel corso dell'annata riesce a raggiungere la top 10, al nº 10).

### 2018: Top 5 in doppio
Comincia l'anno disputando l'ASB Classic di Auckland, dove viene fermata al terzo turno da Hsieh. Raggiunge i quarti anche nel Premier di Sydney, dove si arrende ad Ashleigh Barty in due set. A Melbourne arriva a giocare gli ottavi contro Karolína Plíšková. A febbraio, viene convocata dalla nazionale per disputare il primo turno contro la Svizzera in Fed Cup : vince nettamente contro Bencic e perde il doppio a risultato già acquisito a favore della Repubblica Ceca. Dopodiché, non ottiene buoni risultati né durante il "Sunshine Double" né spostandosi nelle tappe in Medio Oriente. Continua la fase magra di risultati anche su terra rossa collezionando solo primi e secondi turni. A Parigi riesce a riprendersi, ottenendo il miglior risultato in carriera nello slam francese accedendo agli ottavi di finale, contro la kazaka Julija Putinceva.

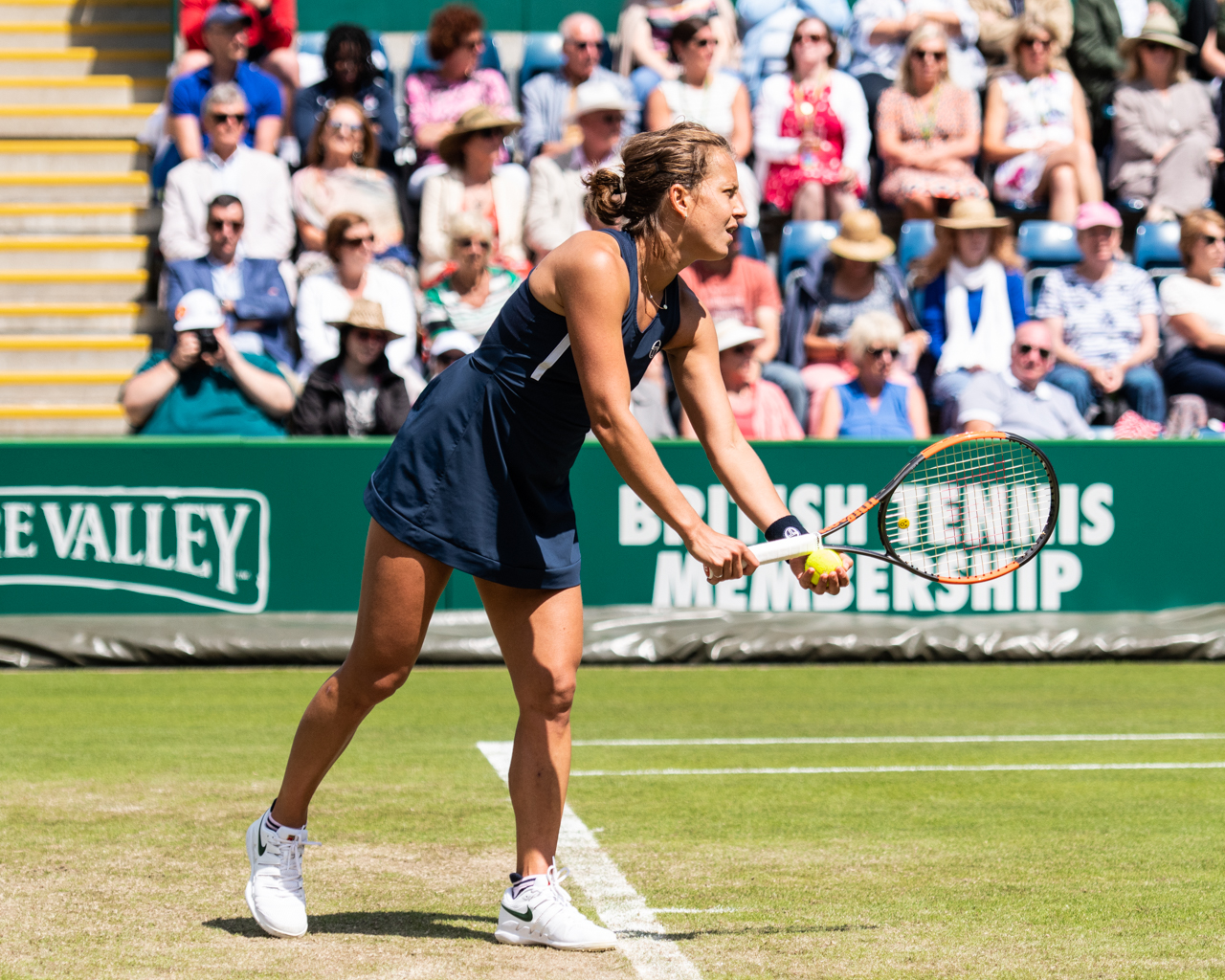
Strýcová mentre si appresta a servire nel 2018

La svolta sembra concretizzarsi ulteriormente durante la stagione sull'erba. Strycova giunge in semifinale a Birmingham battendo anche la campionessa in carica di Wimbledon Muguruza (nº 3 del mondo) prima di scontrarsi con Rybárikova. Da registrare anche un terzo turno a Eastbourne (contro la n.7 mondiale Karolina Plíšková) e un terzo anche a Wimbledon, un incontro molto lungo che perde contro Görges.
Lo swing americano vede Strýcová far male a Toronto, Cincinnati e New Haven (fuori sempre all'esordio racimolando un solo set) ma riesce a raggiungere anche qui un terzo turno a New York, dove cede alla nº15 del mondo Elise Mertens. Nel finale di stagione, centra due quarti di finale a Tokyo e a Linz (dove difendeva il titolo). Chiude l'annata giocando il primo singolare della finale di Fed Cup contro gli USA che vince contro Kenin aiutando la sua nazionale a conquistare l'undicesimo titolo della sua storia (per lei si tratta del sesto successo).
Doppio
In doppio, inizia la stagione con Lucie Šafářová: i migliori risultati ottenuti dalla coppia arrivano a Sydney (semifinale persa da Dabrowski/Xu) e quarti in Australia (sconfitte da Hsieh/Peng). Si separano dopo il quarto a Dubai. Barbora prova a giocare con Su-Wei Hsieh in quel di Indian Wells: le due raggiungono la finale dove primeggiano contro Makarova/Vesninacon con un doppio 6–4. Nonostante l'ottimo risultato, decidono di non continuare assieme la stagione; la ceca decide di far coppia con la connazionale Andrea Hlaváčková a partire da Miami: l'inizio non è dei più promettenti, in quanto escono all'esordio nel torneo americano. Le due giocano però un'ottima stagione su terra, raggiungendo la finale a Roma (persa contro Barty/Schuurs) e tre semifinali a Praga, Madrid e Parigi. Sull'erba non ottengono nessun risultato significativo (solo un terzo turno a Wimbledon) mentre, in seguito, arrivano altri buonissimi riscontri: il primo titolo assieme a New Haven (in finale su Hsieh/Siegemund col punteggio di 6–4, 6(7)–7, [10–4]) e altre tre finali nella tournée asiatica: 2 perse a Tokyo e Wuhan e una vinta a Pechino (per 4–6, 6–4, [10–8] su Dabrowski/Xu). In virtù degli ottimi risultati, le ceche si qualificano alle WTA Finals di Singapore: dopo una comoda vittoria su Klepač/Martínez Sánchez, escono di scena in semifinale contro Siniaková/Krejčíková.
Termina la stagione al nº 33 in singolare e al nº 5 in doppio (suo best-ranking).

### 2019: Prima semifinale Slam in singolare; vittoria a Wimbledon e nº1 in doppio

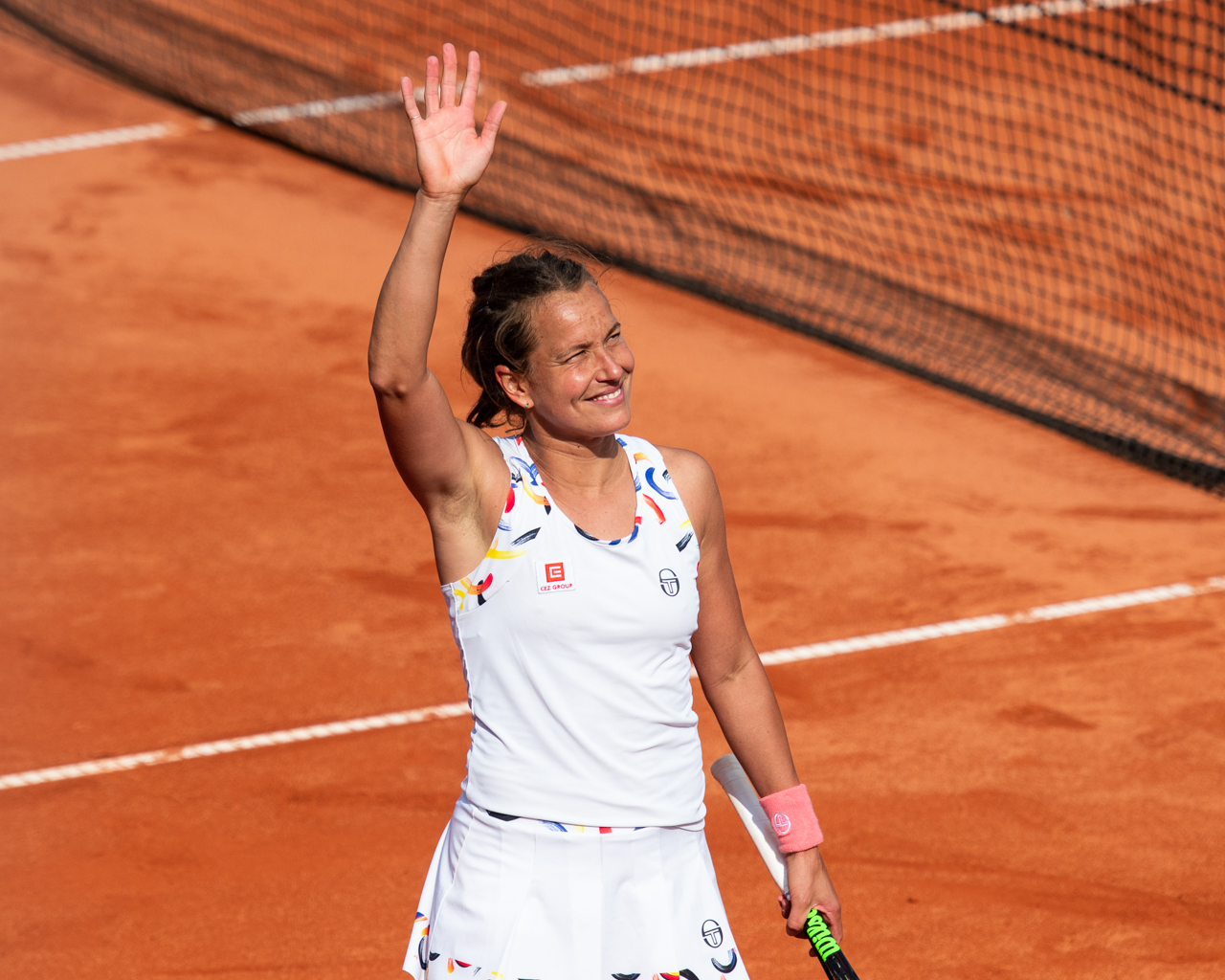
Strýcová nel 2019

Arriva ai quarti nel torneo di Doha, dove si vede opposta a Angelique Kerber. In seguito, tra Dubai, Miami e Indian Wells raccoglie solo un successo (contro Golubic ad Indian Wells).
Sulla terra di Istanbul giunge in semifinale dove viene sconfitta da Markéta Vondroušová che le lascia appena tre giochi. Di ritorno a Praga, cede di nuovo in semifinale a Jil Teichmann. Nella restante parte dello swing giocato sul mattone tritato, la ceca non figura bene, uscendo subito a Madrid, Roma e Parigi.
La sua stagione sull'erba parte quindi con una discesa nel ranking, fuori dalle prime 50. Al torneo di Birmingham, raggiunge la terza semifinale dell'anno, estromettendo Watson, Hsieh e Plíšková prima di arrendersi alla nº 2 del mondo Barty. 

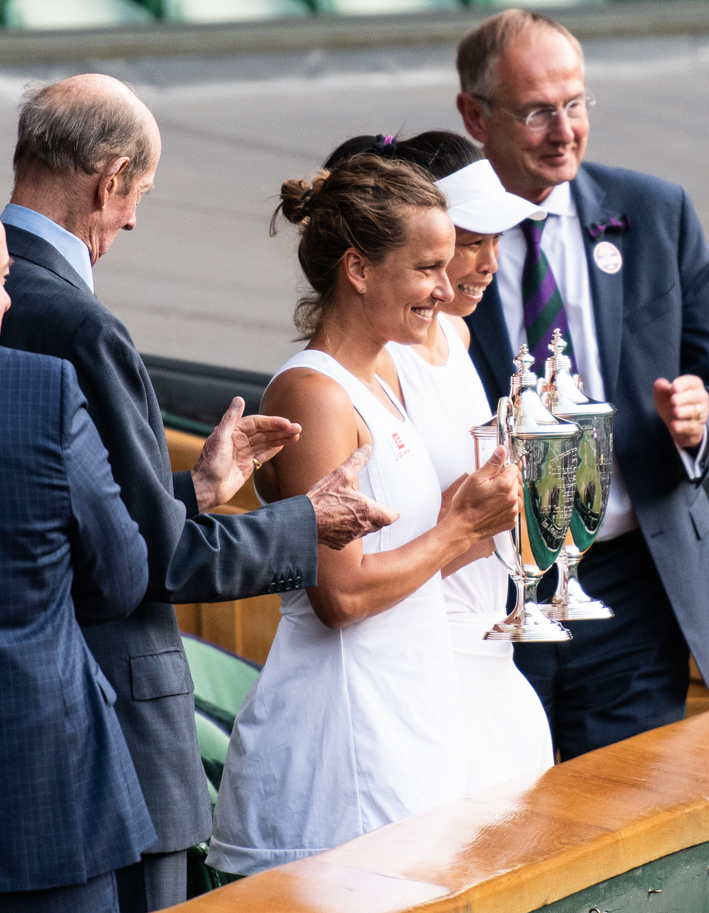
Strycova e Hsieh Su-wei campionesse a Wimbledon 2019

Dopo essersi ritirata prudenzialmente al primo incontro dal torneo di Eastbourne, si presenta allo Slam di Wimbledon. Qui batte fra le altre Lesja Curenko, Mertens, nel suo percorso verso i quarti, dove l'aspetta la britannica Johanna Konta, che supera, spingendosi fino alla sua prima semifinale slam della carriera, giocata contro Serena Williams. Grazie a questo exploit risale nel ranking, posizionandosi al nº 31.
La parte finale dell'anno non regala sussulti.
Doppio
Assieme a Vondroušová, raggiunge la semifinale all'Australian Open, persa contro le future vincitrici Stosur/Zhang. Subito dopo, decide di fare coppia con Su-Wei Hsieh: le due trionfano a Dubai senza cedere set, battendo in finale Hradecká/Makarova col punteggio di 6–4, 6–4. A maggio conquistano anche il titolo di Madrid, superando Dabrowski/Xu per 6–3, 6–1. Dopo il terzo turno a Parigi, trionfano sull'erba di Birmingham (in finale su Gronefeld/Shuurs per 2–6, 3–6, [10–6]) e, soprattutto, arriva il primo trionfo slam a Wimbledon, sconfiggendo ancora Dabrowski/Xu in finale per 6–2, 6–4. Grazie a questo successo, Hsieh e Strycova divengono nº1 del mondo. Partecipano alle WTA Finals, dove sono inserite nel gruppo viola: dopo una sconfitta contro Dabrowski/Xu, vincono i due match con Siniaková/Krejčíková e con Stosur/Zhang, qualificandosi come prime per le semifinali. Nel penultimo atto battono Gronefeld/Shuurs in due set mentre in finale si arrendono a Babos/Mladenovic per 1–6, 3–6.
Termina l'anno al nº 33 del mondo in singolare e al nº 1 in doppio.

### 2020: Finale all'Australian Open, 4 titoli e cinquecento vittorie in doppio
Avvia la stagione malamente racimolando solo uscite al primo e secondo turno nel tour australiano.
Da marzo a metà agosto, il circuito WTA è costretto a fermarsi a causa della pandemia di COVID-19. Per la prima volta dal 1945, Wimbledon viene annullato; mentre i Giochi Olimpici di Tokyo vengono posticipati al 2021. La WTA decide, inoltre, di congelare tutti i record e le posizioni tenute dalle tenniste alla data del 9 marzo.
Salta lo swing americano (Cincinnati e US Open) e colleziona soltanto primi e secondi turni altrove.
Doppio
Assieme a Hsieh, vince il titolo di Brisbane (battendo Barty/Bertens in finale). All'Australian Open, colgono la loro seconda finale slam in carriera, senza perdere un set nel loro percorso; nell'atto finale, vengono nettamente sconfitte da Babos/Mladenovic. Le due, in seguito, riescono ad ottenere altri due titoli, a Doha (6–2, 5–7, [10–2] su Dabrowski/Ostapenko) e a Dubai (7–5, 3–6, [10–5] su Krejčíková/Zheng). Dopo la pausa forzata causata dal COVID-19, la coppia vince il quarto titolo stagionale a settembre a Roma, sconfiggendo Friedsam/Olaru col punteggio di 6–2, 6–2. Allo Slam di Parigi, vengono eliminate al terzo turno dalle future finaliste Guarachi/Krawczyk.
Termina l'anno al nº 37 del mondo in singolare e al nº 2 in doppio, alle spalle della compagna Hsieh.

### 2021-2022: il primo ritiro
Inizia l'anno perdendo al primo turno sia al Grampians Trophy che agli Australian Open.
A maggio, Strýcová annuncia il ritiro dal tennis a 35 anni.

### 2023: il rientro, la vittoria a Wimbledon in doppio e il ritiro definitivo
A marzo, attraverso i suoi social, annuncia il suo rientro nel circuito a Madrid, sia in singolare che in doppio.
In singolare, perde al suo rientro contro Elisabetta Cocciaretto. Ritrova la vittoria a Roma contro Zanevs'ka; ma esce al secondo round. Sull'erba, nel suo ritorno a Wimbledon, batte ancora Zanevs'ka per poi cedere a Magda Linette in tre set. Nel torneo casalingo di Praga, si ferma al primo round contro la lucky loser Ankita Raina.
Doppio
In doppio, decide di tornare insieme alla sua storica partner Su-Wei Hsieh, assente per lunga inattività dal circuito: a Madrid, le due riescono a cogliere i quarti di finale. Dopo due uscite premature a Roma e Birmingham, le due ritornano a disputare uno slam in quel di Wimbledon grazie al ranking protetto: a quattro anni dall'ultima volta e a pochi mesi dal loro rientro alle competizioni, Hsieh/Strýcová vincono clamorosamente lo Slam, perdendo solo un set in tutto il loro percorso. Nell'ultimo atto, le due sconfiggono le teste di serie n°3 Mertens/Hunter con il punteggio di 7–5, 6–4, aggiudicandosi così il loro secondo titolo dello slam assieme. Nell'intervista di fine incontro, Barbora annuncia che questa sarà la sua ultima apparizione a Wimbledon nonché l'incontro finale della sua carriera.

## Statistiche WTA

### Singolare

#### Vittorie (2)
| Legenda               |
| --------------------- |
| Grande Slam (0)       |
| Ori Olimpici (0)      |
| WTA Finals (0)        |
| WTA Elite Trophy (0)  |
| Dal 2009 al 2020      |
| Premier Mandatory (0) |
| Premier 5 (0)         |
| Premier (0)           |
| International (2)     |
| WTA 125 (0)           |

| N. | Data              | Torneo                          | Superficie    | Avversaria in finale | Punteggio     |
| 1. | 18 settembre 2011 | Bell Challenge, Québec          | Sintetico (i) | Marina Eraković      | 4–6, 6–1, 6–0 |
| 2. | 15 ottobre 2017   | Upper Austria Ladies Linz, Linz | Cemento (i)   | Magdaléna Rybáriková | 6–4, 6–1      |

#### Sconfitte (6)
| Legenda               |
| --------------------- |
| Grande Slam (0)       |
| Argenti Olimpici (0)  |
| WTA Finals (0)        |
| WTA Elite Trophy (0)  |
| Dal 2009 al 2020      |
| Premier Mandatory (0) |
| Premier 5 (0)         |
| Premier (3)           |
| International (3)     |
| WTA 125 (0)           |

| N. | Data             | Torneo                                       | Superficie  | Avversaria in finale | Punteggio     |
| 1. | 18 luglio 2010   | I. ČLTK Prague Open, Praga                   | Terra rossa | Ágnes Szávay         | 2–6, 6–1, 2–6 |
| 2. | 15 luglio 2012   | Internazionali Femminili di Palermo, Palermo | Terra rossa | Sara Errani          | 1–6, 3–6      |
| 3. | 15 giugno 2014   | AEGON Classic, Birmingham                    | Erba        | Ana Ivanović         | 3–6, 2–6      |
| 4. | 18 ottobre 2014  | BGL Luxembourg Open, Lussemburgo             | Cemento (i) | Annika Beck          | 2–6, 1–6      |
| 5. | 20 febbraio 2016 | Dubai Tennis Championships, Dubai            | Cemento     | Sara Errani          | 0–6, 2–6      |
| 6. | 19 giugno 2016   | AEGON Classic, Birmingham (2)                | Erba        | Madison Keys         | 3–6, 4–6      |

### Doppio

#### Vittorie (32)
| Legenda              | Legenda               |
| -------------------- | --------------------- |
| Grande Slam (2)      |                       |
| Ori Olimpici (0)     |                       |
| WTA Finals (0)       |                       |
| WTA Elite Trophy (0) |                       |
| Prima del 2009       | Dal 2009 al 2020      |
| Tier I (0)           | Premier Mandatory (3) |
| Tier II (1)          | Premier 5 (5)         |
| Tier III (0)         | Premier (9)           |
| Tier IV (2)          | International (10)    |
| Tier V (0)           | WTA 125 (0)           |

| N.  | Data              | Torneo                                          | Superficie    | Partner                   | Avversarie in finale                          | Punteggio           |
| 1.  | 1º maggio 2005    | Warsaw Open, Varsavia                           | Terra rossa   | Tetjana Perebyjnis        | Klaudia Jans-Ignacik Alicja Rosolska          | 6–1, 6–4            |
| 2.  | 8 maggio 2005     | Grand Prix SAR La Princesse Lalla Meryem, Rabat | Terra rossa   | Émilie Loit               | Lourdes Domínguez Lino Nuria Llagostera Vives | 3–6, 7–6(6), 7–5    |
| 3.  | 3 agosto 2008     | Nordea Nordic Light Open, Stoccolma             | Cemento       | Iveta Benešová            | Petra Cetkovská Lucie Šafářová                | 7–5, 6–4            |
| 4.  | 14 settembre 2009 | Bell Challenge, Québec                          | Sintetico (i) | Vania King                | Sofia Arvidsson Séverine Brémond Beltrame     | 6–1, 6–3            |
| 5.  | 25 ottobre 2009   | BGL Luxembourg Open, Lussemburgo                | Cemento (i)   | Iveta Benešová            | Vladimíra Uhlířová Renata Voráčová            | 6–1, 0–6, [10–7]    |
| 6.  | 14 febbraio 2010  | Open GDF Suez, Parigi                           | Cemento (i)   | Iveta Benešová            | Cara Black Liezel Huber                       | w/o                 |
| 7.  | 28 febbraio 2010  | Abierto Mexicano Telcel, Acapulco               | Terra rossa   | Polona Hercog             | Sara Errani Roberta Vinci                     | 2–6, 6–1, [10–2]    |
| 8.  | 7 marzo 2010      | Monterrey Open, Monterrey                       | Cemento       | Iveta Benešová            | Anna-Lena Grönefeld Vania King                | 3–6, 6–4, [10–8]    |
| 9.  | 2 ottobre 2010    | Toray Pan Pacific Open, Tokyo                   | Cemento       | Iveta Benešová            | Shahar Peer Peng Shuai                        | 6–4, 4–6, [10–8]    |
| 10. | 17 ottobre 2010   | Generali Ladies Linz, Linz                      | Cemento (i)   | Renata Voráčová           | Květa Peschke Katarina Srebotnik              | 7–5, 7–6(6)         |
| 11. | 14 gennaio 2011   | Medibank International Sydney, Sydney           | Cemento       | Iveta Benešová            | Květa Peschke Katarina Srebotnik              | 4–6, 6–4, [10–7]    |
| 12. | 6 marzo 2011      | Monterrey Open, Monterrey (2)                   | Cemento       | Iveta Benešová            | Anna-Lena Grönefeld Vania King                | 6(8)–7, 6–2, [10–6] |
| 13. | 30 aprile 2011    | Barcelona Ladies Open, Barcellona               | Terra rossa   | Iveta Benešová            | Natalie Grandin Vladimíra Uhlířová            | 5–7, 6–4, [11–9]    |
| 14. | 18 giugno 2011    | UNICEF Open, 's-Hertogenbosch                   | Erba          | Klára Zakopalová          | Dominika Cibulková Flavia Pennetta            | 1–6, 6–4, [10–7]    |
| 15. | 23 ottobre 2011   | BGL Luxembourg Open, Lussemburgo (2)            | Cemento (i)   | Iveta Benešová            | Lucie Hradecká Ekaterina Makarova             | 7–5, 6–3            |
| 16. | 29 aprile 2012    | Porsche Tennis Grand Prix, Stoccarda            | Terra rossa   | Iveta Benešová            | Julia Görges Anna-Lena Grönefeld              | 6–4, 7–5            |
| 17. | 15 luglio 2012    | Internazionali Femminili di Palermo, Palermo    | Terra rossa   | Renata Voráčová           | Darija Jurak Katalin Marosi                   | 7–6(5), 6–4         |
| 18. | 19 giugno 2016    | AEGON Classic, Birmingham                       | Erba          | Karolína Plíšková         | Vania King Alla Kudrjavceva                   | 6–3, 7–6(1)         |
|     | 13 agosto 2016    | Bronzo ai Giochi Olimpici, Rio de Janeiro       | Cemento       | Lucie Šafářová            | Andrea Hlaváčková Lucie Hradecká              | 7–5, 6–1            |
| 19. | 21 agosto 2016    | Western & Southern Open, Cincinnati             | Cemento       | Sania Mirza               | Martina Hingis Coco Vandeweghe                | 7–5, 6–4            |
| 20. | 24 settembre 2016 | Toray Pan Pacific Open, Tokyo (2)               | Cemento       | Sania Mirza               | Liang Chen Yang Zhaoxuan                      | 6–1, 6–1            |
| 21. | 17 marzo 2018     | BNP Paribas Open, Indian Wells                  | Cemento       | Hsieh Su-wei              | Ekaterina Makarova Elena Vesnina              | 6–4, 6–4            |
| 22. | 25 agosto 2018    | Connecticut Open, New Haven                     | Cemento       | Andrea Sestini Hlaváčková | Hsieh Su-wei Laura Siegemund                  | 6–4, 6(7)–7, [10–4] |
| 23. | 7 ottobre 2018    | China Open, Pechino                             | Cemento       | Andrea Sestini Hlaváčková | Gabriela Dabrowski Xu Yifan                   | 4–6, 6–4, [10–8]    |
| 24. | 23 febbraio 2019  | Dubai Tennis Championships, Dubai               | Cemento       | Hsieh Su-wei              | Lucie Hradecká Ekaterina Makarova             | 6–4, 6–4            |
| 25. | 11 maggio 2019    | Mutua Madrid Open, Madrid                       | Terra rossa   | Hsieh Su-wei              | Gabriela Dabrowski Xu Yifan                   | 6–3, 6–1            |
| 26. | 23 giugno 2019    | Nature Valley Classic, Birmingham (2)           | Erba          | Hsieh Su-wei              | Anna-Lena Grönefeld Demi Schuurs              | 6–4, 6(4)–7, [10–8] |
| 27. | 14 luglio 2019    | Torneo di Wimbledon, Londra                     | Erba          | Hsieh Su-wei              | Gabriela Dabrowski Xu Yifan                   | 6–2, 6–4            |
| 28. | 12 gennaio 2020   | Brisbane International, Brisbane                | Cemento       | Hsieh Su-wei              | Ashleigh Barty Kiki Bertens                   | 3–6, 7–6(7), [10–8] |
| 29. | 22 febbraio 2020  | Dubai Tennis Championships, Dubai (2)           | Cemento       | Hsieh Su-wei              | Barbora Krejčíková Zheng Saisai               | 7–5, 3–6, [10–5]    |
| 30. | 28 febbraio 2020  | Qatar Total Open, Doha                          | Cemento       | Hsieh Su-wei              | Gabriela Dabrowski Jeļena Ostapenko           | 6–2, 5–7, [10–2]    |
| 31. | 20 settembre 2020 | Internazionali BNL d'Italia, Roma               | Terra rossa   | Hsieh Su-wei              | Anna-Lena Friedsam Ioana Raluca Olaru         | 6–2, 6–2            |
| 32. | 16 luglio 2023    | Torneo di Wimbledon, Londra (2)                 | Erba          | Hsieh Su-wei              | Storm Hunter Elise Mertens                    | 7–5, 6–4            |

#### Sconfitte (19)
| Legenda              | Legenda               |
| -------------------- | --------------------- |
| Grande Slam (1)      |                       |
| Argenti Olimpici (0) |                       |
| WTA Finals (1)       |                       |
| WTA Elite Trophy (0) |                       |
| Prima del 2009       | Dal 2009 al 2020      |
| Tier I (0)           | Premier Mandatory (1) |
| Tier II (0)          | Premier 5 (3)         |
| Tier III (1)         | Premier (2)           |
| Tier IV (3)          | International (7)     |
| Tier V (0)           | WTA 125 (0)           |

| N.  | Data              | Torneo                            | Superficie    | Partner                   | Avversarie in finale                  | Punteggio        |
| 1.  | 20 febbraio 2005  | Copa Colsanitas, Bogotà           | Terra rossa   | Ľubomíra Kurhajcová       | Emmanuelle Gagliardi Tina Pisnik      | 4–6, 3–6         |
| 2.  | 15 maggio 2005    | I. ČLTK Prague Open, Praga        | Terra rossa   | Jelena Kostanić Tošić     | Nicole Pratt Émilie Loit              | 7–6(6), 4–6, 4–6 |
| 3.  | 2 gennaio 2006    | ASB Classic, Auckland             | Cemento       | Émilie Loit               | Elena Lichovceva Vera Zvonarëva       | 3–6, 4–6         |
| 4.  | 6 gennaio 2008    | ASB Classic, Auckland (2)         | Cemento       | Martina Müller            | Lilia Osterloh Marija Korytceva       | 3–6, 4–6         |
| 5.  | 2 marzo 2009      | Monterrey Open, Monterrey         | Cemento       | Iveta Benešová            | Nathalie Dechy Mara Santangelo        | 3–6, 4–6         |
| 6.  | 13 luglio 2009    | I. ČLTK Prague Open, Praga (2)    | Terra rossa   | Iveta Benešová            | Kateryna Bondarenko Al'ona Bondarenko | 1–6, 2–6         |
| 7.  | 10 luglio 2010    | Swedish Open, Båstad              | Terra rossa   | Renata Voráčová           | Gisela Dulko Flavia Pennetta          | 6(0)–7, 0–6      |
| 8.  | 19 settembre 2010 | Bell Challenge, Quebec            | Sintetico (i) | Bethanie Mattek-Sands     | Sofia Arvidsson Johanna Larsson       | 1–6, 6–2, [6–10] |
| 9.  | 24 ottobre 2010   | BGL Luxembourg Open, Lussemburgo  | Cemento (i)   | Iveta Benešová            | Timea Bacsinszky Tathiana Garbin      | 4–6, 4–6         |
| 10. | 14 ottobre 2012   | Generali Ladies Linz, Linz        | Cemento (i)   | Julia Görges              | Anna-Lena Grönefeld Květa Peschke     | 3–6, 4–6         |
| 11. | 9 gennaio 2016    | ASB Classic, Auckland (3)         | Cemento       | Danka Kovinić             | Elise Mertens An-Sophie Mestach       | 6–2, 3–6, [5–10] |
| 12. | 1º ottobre 2016   | Wuhan Open, Wuhan                 | Cemento       | Sania Mirza               | Bethanie Mattek-Sands Lucie Šafářová  | 1–6, 4–6         |
| 13. | 13 gennaio 2017   | Apia International Sydney, Sydney | Cemento       | Sania Mirza               | Tímea Babos Anastasija Pavljučenkova  | 4–6, 4–6         |
| 14. | 2 aprile 2017     | Miami Open, Miami                 | Cemento       | Sania Mirza               | Gabriela Dabrowski Xu Yifan           | 4–6, 3–6         |
| 15. | 20 maggio 2018    | Internazionali BNL d'Italia, Roma | Terra rossa   | Andrea Sestini Hlaváčková | Ashleigh Barty Demi Schuurs           | 3–6, 4–6         |
| 16. | 22 settembre 2018 | Toray Pan Pacific Open, Tokyo     | Sintetico (i) | Andrea Sestini Hlaváčková | Miyu Katō Makoto Ninomiya             | 4–6, 4–6         |
| 17. | 29 settembre 2018 | Wuhan Open, Wuhan (2)             | Cemento       | Andrea Sestini Hlaváčková | Elise Mertens Demi Schuurs            | 3–6, 3–6         |
| 18. | 3 novembre 2019   | WTA Finals, Shenzhen              | Cemento (i)   | Hsieh Su-wei              | Tímea Babos Kristina Mladenovic       | 1–6, 3–6         |
| 19. | 31 gennaio 2020   | Australian Open, Melbourne        | Cemento       | Hsieh Su-wei              | Tímea Babos Kristina Mladenovic       | 2–6, 1–6         |

## Statistiche ITF

### Singolare

#### Vittorie (9)
| Torneo $100.000 (1) |
| Torneo $75.000 (1)  |
| Torneo $50.000 (2)  |
| Torneo $25.000 (5)  |
| Torneo $10.000 (0)  |

| N. | Data            | Torneo                                                                              | Superficie    | Avversaria in finale  | Punteggio        |
| 1. | 12 maggio 2002  | AEGON Pro Series Edinburgh, Edimburgo                                               | Terra rossa   | Sofia Arvidsson       | 4–6, 6–4, 7–6(2) |
| 2. | 3 novembre 2002 | ITF Women's Circuit Cairo, Il Cairo                                                 | Terra rossa   | Kyra Nagy             | 6–2, 6–0         |
| 3. | 24 ottobre 2004 | Open International de Saint-Raphaël, Saint-Raphaël                                  | Cemento (i)   | Stéphanie Cohen-Aloro | 6–1, 6–2         |
| 4. | 2 marzo 2008    | Emerald Coast Association of Realtors $25,000 Women's Challenger, Fort Walton Beach | Cemento       | Melanie Oudin         | 6–3, 5–7, 7–6(5) |
| 5. | 23 marzo 2008   | USTA Challenger of Redding, Redding                                                 | Cemento       | Aleksandra Wozniak    | 7–6(4), 6–3      |
| 6. | 18 maggio 2008  | Szczecin Open, Stettino                                                             | Terra rossa   | Lenka Wienerova       | 6–4, 6–2         |
| 7. | 31 ottobre 2009 | Internazionali Tennis Val Gardena Südtirol, Ortisei                                 | Sintetico (i) | Klára Zakopalová      | 7–6(1), 6–3      |
| 8. | 8 novembre 2009 | Büschl Open, Ismaning                                                               | Sintetico (i) | Kristina Barrois      | 6–4, 4–6, 7–6(5) |
| 9. | 12 maggio 2013  | Empire Trnava Cup, Trnava                                                           | Terra rossa   | Karin Knapp           | 6–2, 6–4         |

#### Sconfitte (6)
| Torneo $100.000 (0) |
| Torneo $75.000 (2)  |
| Torneo $50.000 (1)  |
| Torneo $25.000 (3)  |
| Torneo $10.000 (0)  |

| N. | Data              | Torneo                                           | Superficie  | Avversaria in finale      | Punteggio        |
| 1. | 18 agosto 2002    | Innsbruck Open, Innsbruck                        | Terra rossa | Sybille Bammer            | 6(6)–7, 1–6      |
| 2. | 29 settembre 2003 | Open Catalunya, Gerona                           | Terra rossa | Julia Vakulenko           | 5–7, 0–2 rit.    |
| 3. | 12 giugno 2006    | Go'n'GO Tennis Cup, Gorizia                      | Terra rossa | Mădălina Gojnea           | 4–6, 1–6         |
| 4. | 17 febbraio 2008  | Stockholm Ladies, Stoccolma                      | Cemento (i) | Johanna Larsson           | 6–0, 1–6, 6(1)–7 |
| 5. | 27 settembre 2009 | Coleman Vision Tennis Championships, Albuquerque | Cemento     | Shenay Perry              | 5–7, 2–6         |
| 6. | 11 maggio 2014    | Empire Trnava Cup, Trnava                        | Terra rossa | Anna Karolína Schmiedlová | 4–6, 2–6         |

### Doppio

#### Vittorie (10)
| Torneo $100.000 (4) |
| Torneo $75.000 (2)  |
| Torneo $50.000 (3)  |
| Torneo $25.000 (1)  |
| Torneo $10.000 (0)  |

| N.  | Data             | Torneo                                              | Superficie      | Compagna        | Avversarie in finale                          | Punteggio        |
| 1.  | 14 dicembre 2003 | Deza Trophy, Ostrava                                | Sintetico (i)   | Libuše Průšová  | Iveta Benešová Michaela Paštiková             | 6–2, 6–4         |
| 2.  | 6 giugno 2004    | ITF Women's Circuit Prostejov, Prostějov            | Terra rossa     | Libuše Průšová  | Shuai Peng Yan-Ze Xie                         | 6–1, 6–3         |
| 3.  | 5 febbraio 2005  | Internazionali Tennis Val Gardena Südtirol, Ortisei | Sintetico (i)   | Tina Pisnik     | Mervana Jugić-Salkić Darija Jurak             | 6–2, 3–6, 7–6(1) |
| 4.  | 1º ottobre 2006  | Torneo Internazionale Regione Piemonte, Biella      | Terra rossa     | Renata Voráčová | Lucie Hradecká Michaela Pastiková             | 6–3, 6–2         |
| 5.  | 22 luglio 2007   | Open 88 Contrexéville, Contrexéville                | Terra rossa     | Renata Voráčová | Kacjaryna Dzehalevič Ksenija Milevskaja       | 6–2, 6–2         |
| 6.  | 28 ottobre 2007  | Ritro Slovak Open, Bratislava                       | Cemento (i)     | Renata Voráčová | Anastasija Rodionova Ol'ga Savčuk             | 6–4, 6–4         |
| 7.  | 18 novembre 2007 | Internationaux de Touques, Deauville                | Terra rossa (i) | Renata Voráčová | Akgul Amanmuradova Nastas'sja Jakimava        | 6–3, 7–5         |
| 8.  | 20 luglio 2008   | Torneo Internazionale Regione Piemonte, Biella      | Terra rossa     | Renata Voráčová | Lourdes Domínguez Lino Arantxa Parra Santonja | 4–6, 6–0, [10–5] |
| 9.  | 19 maggio 2013   | Sparta Prague WTA, Praga                            | Terra rossa     | Renata Voráčová | Irina Falconi Eva Hrdinová                    | 6–4, 6–0         |
| 10. | 21 luglio 2013   | ITS Cup, Olomouc                                    | Terra rossa     | Renata Voráčová | Martina Borecká Tereza Malíková               | 6–3, 6–4         |

#### Sconfitte (8)
| Torneo $100.000 (1) |
| Torneo $75.000 (1)  |
| Torneo $50.000 (4)  |
| Torneo $25.000 (2)  |
| Torneo $10.000 (0)  |

| N. | Data             | Torneo                                                 | Superficie    | Compagna           | Avversarie in finale                              | Punteggio        |
| 1. | 13 ottobre 2002  | ITF Women's Circuit Hallandale Beach, Hallandale Beach | Terra verde   | Petra Cetkovská    | Gisela Dulko Milagros Sequera                     | 2–6, 5–7         |
| 2. | 18 ottobre 2004  | Open International de Saint-Raphaël, Saint-Raphaël     | Cemento (i)   | Galina Voskoboeva  | Stéphanie Cohen-Aloro Selima Sfar                 | 6(3)–7, 6–2, 4–6 |
| 3. | 5 giugno 2005    | ITF Women's Circuit Prostejov, Prostějov               | Terra rossa   | Dája Bedáňová      | Julija Bejhel'zymer Mara Santangelo               | 1–6, 6–4, 2–6    |
| 4. | 16 aprile 2006   | Torneo Tirreno Power, Civitavecchia                    | Terra rossa   | Tetjana Perebyjnis | Lucie Hradecká Martina Müller                     | 7–6(9), 3–6, 5–7 |
| 5. | 5 agosto 2006    | Baden-Baden Open, Baden-Baden                          | Terra rossa   | Libuše Průšová     | Jarmila Gajdošová Frederica Piedade               | 5–7, 6–4, 6(6)–7 |
| 6. | 14 ottobre 2006  | Open GDF Suez de Touraine, Joué-lès-Tours              | Cemento (i)   | Renata Voráčová    | Stéphanie Cohen-Aloro María José Martínez Sánchez | 5–7, 5–7         |
| 7. | 13 ottobre 2007  | Open GDF Suez de Touraine, Joué-lès-Tours              | Cemento (i)   | Petra Cetkovská    | Klaudia Jans-Ignacik Alicja Rosolska              | 3–6, 5–7         |
| 8. | 1º novembre 2009 | Internazionali Tennis Val Gardena Südtirol, Ortisei    | Sintetico (i) | Galina Voskoboeva  | Timea Bacsinszky Tathiana Garbin                  | 2–6, 2–6         |

## Fed Cup

### Finali vinte (6)
| N. | Data                  | Luogo      | Superficie     | Vincitrici                                                                     | Finaliste                                                                  | Punteggio | Dettagli |
| 1. | 5 e 6 novembre 2011   | Mosca      | Cemento Indoor | Barbora Strýcová Lucie Šafářová Květa Peschke Lucie Hradecká Petra Kvitová     | Svetlana Kuznecova Anastasija Pavljučenkova Marija Kirilenko Elena Vesnina | 3 a 2     | Dettagli |
| 2. | 3 e 4 novembre 2012   | Praga      | Cemento Indoor | Barbora Strýcová Lucie Šafářová Andrea Hlaváčková Lucie Hradecká Petra Kvitová | Ana Ivanović Jelena Janković Bojana Jovanovski Aleksandra Krunić           | 3 a 1     | Dettagli |
| 3. | 8 e 9 novembre 2014   | Praga      | Cemento Indoor | Barbora Strýcová Lucie Šafářová Andrea Hlaváčková Lucie Hradecká Petra Kvitová | Andrea Petković Angelique Kerber Julia Görges Sabine Lisicki               | 3 a 1     | Dettagli |
| 4. | 14 e 15 novembre 2015 | Praga      | Cemento Indoor | Barbora Strýcová Lucie Hradecká Karolína Plíšková Petra Kvitová                | Marija Šarapova Ekaterina Makarova Anastasija Pavljučenkova Elena Vesnina  | 3 a 2     | Dettagli |
| 5. | 12 e 13 novembre 2016 | Strasburgo | Terra rossa    | Barbora Strýcová Lucie Hradecká Karolína Plíšková Petra Kvitová                | Caroline Garcia Kristina Mladenovic Alizé Cornet Pauline Parmentier        | 3 a 2     | Dettagli |
| 6. | 10 e 11 novembre 2018 | Praga      | Cemento Indoor | Barbora Strýcová Kateřina Siniaková Barbora Krejčíková Petra Kvitová           | Danielle Collins Sofia Kenin Alison Riske Nicole Melichar                  | 3 a 0     | Dettagli |

## Risultati in progressione
| Sigla | Risultato               |
| ----- | ----------------------- |
| V     | Vincitore               |
| F     | Finalista               |
| SF    | Semifinalista           |
| O     | Oro olimpico            |
| A     | Argento olimpico        |
| SF    | Bronzo olimpico         |
| QF    | Quarti di Finale        |
| 4T    | Quarto turno            |
| 3T    | Terzo turno             |
| 2T    | Secondo turno           |
| 1T    | Primo turno             |
| RR    | Round Robin             |
| LQ    | Turno di qualificazione |
| A     | Assente                 |
| ND    | Non disputato           |

| Legenda superfici    |
| -------------------- |
| Cemento              |
| Terra battuta        |
| Erba                 |
| Superficie variabile |

### Singolare
| Tornei del Grande Slam |                 |                 |                 |                 |                 |                 |                 |                 |                 |                 |                 |                 |                 |                 |                 |                 |                 |               |     |             |             |
| Australian Open        | Q2              | 2T              | 1T              | Q2              | Q2              | Q2              | 1T              | 2T              | 3T              | 2T              | A               | 2T              | 3T              | 4T              | 4T              | 4T              | 1T              | 1T            |     | 0 / 13      | 17–13       |
| Open di Francia        | A               | 2T              | 1T              | Q3              | Q1              | Q1              | 1T              | 1T              | 1T              | 1T              | 1T              | 1T              | 1T              | 3T              | 2T              | 4T              | 1T              | 2T            |     | 0 / 14      | 8–14        |
| Wimbledon              | 1T              | 1T              | 2T              | Q3              | 1T              | 3T              | 1T              | 3T              | 2T              | 1T              | 2T              | QF              | 1T              | 3T              | 2T              | 3T              | SF              | ND            |     | 0 / 16      | 20–16       |
| US Open                | Q3              | 1T              | 1T              | Q2              | Q1              | 1T              | 2T              | 1T              | 1T              | 1T              | Q1              | 3T              | 3T              | 1T              | 2T              | 3T              | 1T              | A             |     | 0 / 13      | 8–13        |
| Vittorie-sconfitte     | 0–1             | 2–4             | 1–4             | 0–0             | 0–1             | 2–2             | 1–4             | 3–4             | 3–4             | 1–4             | 1–2             | 5–3             | 4–4             | 7–4             | 6–4             | 10–4            | 5–4             | 1–2           | 0–0 | 0 / 56      | 54–56       |
| Giochi olimpici        |                 |                 |                 |                 |                 |                 |                 |                 |                 |                 |                 |                 |                 |                 |                 |                 |                 |               |     |             |             |
| Giochi olimpici        | ND              | 1T              | Non disputati   | Non disputati   | Non disputati   | A               | Non disputati   | Non disputati   | Non disputati   | A               | Non disputati   | Non disputati   | Non disputati   | 2T              | Non disputati   | Non disputati   | Non disputati   | Non disputati |     | 0 / 2       | 1–2         |
| Tornei di fine anno    |                 |                 |                 |                 |                 |                 |                 |                 |                 |                 |                 |                 |                 |                 |                 |                 |                 |               |     |             |             |
| WTA Finals             | Non qualificata | Non qualificata | Non qualificata | Non qualificata | Non qualificata | Non qualificata | Non qualificata | Non qualificata | Non qualificata | Non qualificata | Non qualificata | Non qualificata | Non qualificata | Non qualificata | Non qualificata | Non qualificata | Non qualificata | ND            |     | 0 / 0       | 0–0         |
| WTA Elite Trophy       | Non qualificata | Non qualificata | Non qualificata | Non qualificata | Non qualificata | Non qualificata | Non qualificata | Non qualificata | Non qualificata | Non qualificata | Non qualificata | Non qualificata | Non qualificata | RR              | RR              | Non qual.       | Non qual.       | ND            |     | 0 / 2       | 2–2         |
| Tornei di squadra      |                 |                 |                 |                 |                 |                 |                 |                 |                 |                 |                 |                 |                 |                 |                 |                 |                 |               |     |             |             |
| Fed Cup                | 1T              | 1T              | A               | PO              | PO              | A               | A               | A               | V               | V               | A               | V               | V               | V               | SF              | V               | A               | ND            |     | 6 / 10      | 11–7        |
| Carriera               |                 |                 |                 |                 |                 |                 |                 |                 |                 |                 |                 |                 |                 |                 |                 |                 |                 |               |     |             |             |
| Tornei giocati         | 1               | 15              | 16              | 1               | 5               | 9               | 20              | 22              | 27              | 21              | 6               | 23              | 26              | 23              | 25              | 23              | 20              | 8             | 0   | 290         | 290         |
| Titoli                 | 0               | 0               | 0               | 0               | 0               | 0               | 0               | 0               | 1               | 0               | 0               | 0               | 0               | 0               | 1               | 0               | 0               | 0             | 0   | 2           | 2           |
| Finali                 | 0               | 0               | 0               | 0               | 0               | 0               | 0               | 1               | 1               | 1               | 0               | 2               | 0               | 2               | 1               | 0               | 0               | 0             | 0   | 8           | 8           |
| Totale V–S             | 0–1             | 15–17           | 8–15            | 0–1             | 3–5             | 5–9             | 13–20           | 16–22           | 24–28           | 13–21           | 5–6             | 29–24           | 31–26           | 39–24           | 43–25           | 26–23           | 19–20           | 5–9           | 0–0 | 294–296     | 294–296     |
| Vittorie %             | 0%              | 47%             | 35%             | 0%              | 38%             | 36%             | 39%             | 42%             | 46%             | 38%             | 45%             | 55%             | 54%             | 62%             | 63%             | 53%             | 49%             | 36%           | –   | 50%         | 50%         |
| Ranking di fine anno   | 161             | 56              | 142             | 164             | 156             | 76              | 69              | 67              | 44              | 92              | 92              | 26              | 41              | 20              | 23              | 33              | 33              | 37            |     | $11.967.405 | $11.967.405 |

### Doppio
| Torneo                 | 2004            | 2005            | 2006            | 2007            | 2008            | 2009            | 2010            | 2011            | 2012            | 2013            | 2014            | 2015            | 2016            | 2017            | 2018          | 2019          | 2020          | 2021 | Titoli  | V–S     |
| ---------------------- | --------------- | --------------- | --------------- | --------------- | --------------- | --------------- | --------------- | --------------- | --------------- | --------------- | --------------- | --------------- | --------------- | --------------- | ------------- | ------------- | ------------- | ---- | ------- | ------- |
| Tornei del Grande Slam |                 |                 |                 |                 |                 |                 |                 |                 |                 |                 |                 |                 |                 |                 |               |               |               |      |         |         |
| Australian Open        | A               | A               | 1T              | 1T              | 3T              | 2T              | 2T              | 3T              | 2T              | A               | 2T              | SF              | 3T              | 3T              | QF            | SF            | F             |      | 0 / 14  | 28–14   |
| Open di Francia        | A               | 2T              | 3T              | 1T              | 1T              | 2T              | 3T              | 1T              | 1T              | 1T              | 2T              | QF              | 2T              | A               | SF            | 3T            | 3T            |      | 0 / 15  | 19–15   |
| Wimbledon              | A               | 3T              | 2T              | 2T              | A               | 3T              | 3T              | 3T              | 2T              | QF              | 2T              | 3T              | 3T              | 3T              | 3T            | V             | ND            |      | 1 / 14  | 29–13   |
| US Open                | A               | 1T              | 1T              | 1T              | 1T              | 2T              | 3T              | QF              | 2T              | 2T              | SF              | 3T              | QF              | SF              | 3T            | 3T            | A             |      | 0 / 15  | 25–15   |
| Vittorie–Sconfitte     | 0–0             | 3–3             | 3–4             | 1–4             | 2–3             | 5–4             | 7–4             | 7–4             | 3–4             | 4–3             | 7–4             | 11–4            | 8–4             | 8–3             | 11–4          | 14–3          | 7–2           | 0–0  | 1 / 58  | 101–57  |
| Giochi olimpici        |                 |                 |                 |                 |                 |                 |                 |                 |                 |                 |                 |                 |                 |                 |               |               |               |      |         |         |
| Giochi olimpici        | A               | Non disputati   | Non disputati   | Non disputati   | A               | Non disputati   | Non disputati   | Non disputati   | A               | Non disputati   | Non disputati   | Non disputati   | 3°              | Non disputati   | Non disputati | Non disputati | Non disputati |      | 0 / 1   | 4–1     |
| Torneo di fine anno    |                 |                 |                 |                 |                 |                 |                 |                 |                 |                 |                 |                 |                 |                 |               |               |               |      |         |         |
| WTA Finals             | Non qualificata | Non qualificata | Non qualificata | Non qualificata | Non qualificata | Non qualificata | Non qualificata | Non qualificata | Non qualificata | Non qualificata | Non qualificata | Non qualificata | Non qualificata | Non qualificata | SF            | F             | ND            |      | 0 / 2   | 4–3     |
| WTA 10001              |                 |                 |                 |                 |                 |                 |                 |                 |                 |                 |                 |                 |                 |                 |               |               |               |      |         |         |
| Doha / Dubai2          | Non Tier I      | Non Tier I      | Non Tier I      | Non Tier I      | A               | A               | A               | A               | 2T              | A               | A               | 1T              | 2T4             | SF              | 2T            | V             | V             |      | 2 / 7   | 15–5    |
| Indian Wells           | A               | A               | SF              | 2T              | 1T              | QF              | QF              | 2T              | SF              | A               | QF              | 2T              | 1T              | QF              | V             | QF            | ND            |      | 1 / 13  | 24–12   |
| Miami                  | A               | A               | 2T              | A               | 2T              | 1T              | 1T              | 2T              | 1T              | A               | 2T              | 1T              | QF              | F               | 1T            | 2T            | ND            |      | 0 / 12  | 11–12   |
| Madrid                 | Non disputato   | Non disputato   | Non disputato   | Non disputato   | Non disputato   | A               | 1T              | 1T              | 1T              | A               | A               | 1T              | 1T              | 1T              | SF            | V             | ND            |      | 1 / 8   | 7–7     |
| Roma                   | A               | A               | A               | A               | A               | A               | A               | 2T              | A               | A               | A               | 1T              | 1T              | 1T              | F             | 2T            | V             |      | 1 / 7   | 9–6     |
| Montréal / Toronto     | 1T              | A               | A               | A               | A               | QF              | QF              | 1T              | 1T              | QF              | QF              | 2T              | 2T              | SF              | 2T            | A             | ND            |      | 0 / 11  | 12–11   |
| Cincinnati             | Non Tier I      | Non Tier I      | Non Tier I      | Non Tier I      | Non Tier I      | A               | A               | 1T              | 1T              | SF5             | 2T              | 2T              | V               | SF              | QF            | QF6           | A             |      | 1 / 9   | 13–7    |
| Wuhan3                 | A               | A               | A               | A               | A               | A               | V               | 1T              | SF              | QF              | 2T              | A               | F               | 1T              | F7            | 2T            | ND            |      | 1 / 9   | 13–8    |
| Pechino                | Non Tier I      | Non Tier I      | Non Tier I      | Non Tier I      | Non Tier I      | A               | QF              | 2T              | QF              | 2T              | A               | 1T              | 2T              | QF              | V             | 2T            | ND            |      | 1 / 9   | 12–8    |
| Carriera               |                 |                 |                 |                 |                 |                 |                 |                 |                 |                 |                 |                 |                 |                 |               |               |               |      |         |         |
| Tornei giocati         | 5               | 13              | 10              | 12              | 14              | 18              | 24              | 24              | 23              | 9               | 16              | 18              | 20              | 16              | 21            | 17            | 7             | 0    | 262     | 262     |
| Titoli                 | 0               | 2               | 0               | 0               | 1               | 2               | 5               | 5               | 2               | 0               | 0               | 0               | 3               | 0               | 3             | 4             | 4             | 0    | 31      | 31      |
| Finali                 | 0               | 4               | 1               | 0               | 2               | 4               | 8               | 5               | 3               | 0               | 0               | 0               | 5               | 2               | 6             | 5             | 5             | 0    | 50      | 50      |
| Totale V–S             | 1–5             | 21–11           | 14–10           | 8–13            | 15–13           | 32–15           | 43–19           | 36–19           | 33–21           | 12–9            | 23–17           | 20–17           | 37–15           | 28–15           | 42–16         | 37–12         | 24–4          | 0–0  | 426–231 | 426–231 |
| Vittorie %             | 17%             | 66%             | 58%             | 38%             | 54%             | 68%             | 69%             | 65%             | 61%             | 57%             | 58%             | 54%             | 71%             | 65%             | 72%           | 76%           | 86%           | –    | 65%     | 65%     |
| Ranking di fine anno   | 179             | 43              | 54              | 80              | 66              | 35              | 20              | 22              | 20              | 44              | 32              | 28              | 17              | 15              | 5             | 1             | 2             |      |         |         |

Note
- 1 Fino al 2008 venivano chiamati Tieri I. Dal 2009 al 2020 vennero suddivisi in: Premier Mandatory (Indian Wells, Miami, Madrid e Pechino) e Premier 5 (Doha/Dubai, Roma, Montréal/Toronto, Cincinnati e Wuhan), mentre dal 2021 diventarono tutti WTA 1000.
- 2 Il Dubai Tennis Championships e il Qatar Ladies Open di Doha si scambiarono frequentemente lo status tra evento Premier ed evento Premier 5 dal 2009 al 2020.
- 3 Il Wuhan Open era noto come Toray Pan Pacific Open e si è disputato a Tokyo fino al 2013.
- 4 Si ritira prima del secondo turno; non viene contata come una sconfitta.
- 5 Si ritira prima della semifinale; non viene contata come una sconfitta.
- 6 Si ritira prima dei quarti di finale; non viene contata come una sconfitta.
- 7 Si ritira prima della finale; non viene contata come una sconfitta.

### Doppio misto
| Tornei del Grande Slam |     |     |     |     |     |     |     |     |     |        |      |
| Australian Open        | A   | QF  | 2T  | 3T  | A   | 1T  | A   | 1T  |     | 0 / 4  | 3–4  |
| Open di Francia        | A   | 2T  | 2T  | A   | A   | A   | A   | A   |     | 0 / 2  | 2–2  |
| Wimbledon              | 2T  | 1T  | 2T  | A   | A   | 1T  | A   | ND  |     | 0 / 4  | 1–4  |
| US Open                | A   | A   | QF  | 1T  | A   | A   | A   | A   |     | 0 / 2  | 2–2  |
| Vittorie-sconfitte     | 1–1 | 3–3 | 4–4 | 0–1 | 0–0 | 0–2 | 0–0 | 0–1 | 0–0 | 0 / 12 | 8–12 |

## Vittorie contro giocatrici Top 10
| Stagione | 2014 | 2015 | 2016 | 2017 | 2018 | 2019 | Totale |
| Vittorie | 1    | 3    | 2    | 2    | 1    | 1    | 10     |

| #    | Giocatrice           | Ranking | Evento                         | Superficie  | Turno | Punteggio                | BSR |
| ---- | -------------------- | ------- | ------------------------------ | ----------- | ----- | ------------------------ | --- |
| 2014 |                      |         |                                |             |       |                          |     |
| 1.   | Li Na                | 2       | Torneo di Wimbledon, Londra    | Erba        | 3T    | 7–6(5), 7–6(5)           | 43  |
| 2015 |                      |         |                                |             |       |                          |     |
| 2.   | Caroline Wozniacki   | 8       | Sydney International, Sydney   | Cemento     | 1T    | 6–4, 1–1 rit.            | 25  |
| 3.   | Eugenie Bouchard     | 6       | Madrid Open, Madrid            | Terra rossa | 1T    | 0–6, 6–3, 6–3            | 22  |
| 4.   | Marija Šarapova      | 3       | Wuhan Open, Wuhan              | Cemento     | 2T    | 6(1)–7, 7–6(4), 1–2 rit. | 41  |
| 2016 |                      |         |                                |             |       |                          |     |
| 5.   | Garbiñe Muguruza     | 3       | Australian Open, Melbourne     | Cemento     | 3T    | 6–3, 6–2                 | 48  |
| 6.   | Angelique Kerber     | 3       | Madrid Open, Madrid            | Terra rossa | 1T    | 6–4, 6–2                 | 33  |
| 2017 |                      |         |                                |             |       |                          |     |
| 7.   | Johanna Konta        | 7       | Pan Pacific Open, Tokyo        | Cemento     | 2T    | 7–5, 7–6(5)              | 25  |
| 8.   | Garbiñe Muguruza (2) | 1       | China Open, Pechino            | Cemento     | 1T    | 6–1, 2–0 rit.            | 29  |
| 2018 |                      |         |                                |             |       |                          |     |
| 9.   | Garbiñe Muguruza (3) | 3       | Birmingham Classic, Birmingham | Erba        | 2T    | 6–2, 6–4                 | 24  |
| 2019 |                      |         |                                |             |       |                          |     |
| 10.  | Kiki Bertens         | 4       | Torneo di Wimbledon, Londra    | Erba        | 3T    | 7–5, 6–1                 | 54  |